# Corydoras cochui
Corydoras cochui är en fiskart som beskrevs av Myers och Weitzman, 1954. Corydoras cochui ingår i släktet Corydoras och familjen Callichthyidae. Inga underarter finns listade i Catalogue of Life.